# Bowling for Soup Goes to the Movies
Bowling for Soup Goes to the Movies je kolekcí písní kapely Bowling for Soup, které byly použity ve filmech a seriálech. Je to osmé studiové album kapely po čtvrtém albu s Jive Records.

## Seznam skladeb
| Pořadí | Název                         | Autor                                                                    | Délka |
| ------ | ----------------------------- | ------------------------------------------------------------------------ | ----- |
| 1.     | Jimmy Neutron Theme           | Jaret Reddick, Brian T. Causey                                           | 2:09  |
| 2.     | (Ready or Not) Omaha Nebraska | Reddick                                                                  | 3:38  |
| 3.     | Greatest Day                  | Reddick                                                                  | 3:30  |
| 4.     | ...Baby One More Time         | Max Martin                                                               | 3:30  |
| 5.     | Here We Go                    | Tim Armstrong                                                            | 3:09  |
| 6.     | Undertow                      | Reddick, Zac Maloy, Ted Bruner                                           | 3:31  |
| 7.     | Spanish Harlem                | Jerry Leiber, Phil Spector                                               | 1:04  |
| 8.     | Li'l Red Riding Hood          | Ronald Blackwell                                                         | 2:30  |
| 9.     | Live It Up                    | Reddick, Casey Diiorio                                                   | 3:09  |
| 10.    | Star Song                     | Reddick, Butch Walker                                                    | 3:26  |
| 11.    | I Melt with You               | Richard Brown, Michael Conroy, Robert Grey, Gary McDowell, Steven Walker | 4:02  |
| 12.    | Five O'Clock World            | Allen Reynolds                                                           | 2:22  |
| 13.    | Gilligan's Island Theme       | Sherwood Schwartz, George Wyle                                           | 2:25  |
| 14.    | Sometimes                     | Reddick, Maloy                                                           | 3:28  |
| 15.    | Sick of Myself                | Matthew Sweet                                                            | 3:40  |

| Japonské znovuvydání 2008 | Japonské znovuvydání 2008  | Japonské znovuvydání 2008  | Japonské znovuvydání 2008 |
| Pořadí                    | Název                      | Autor                      | Délka                     |
| ------------------------- | -------------------------- | -------------------------- | ------------------------- |
| 16.                       | Everyday's A Saturday      | Maloy, Reddick             | 3:27                      |
| 17.                       | Home Alone                 | Reddick, Mitch Allan       | 3:23                      |
| 18.                       | Straight to Video          | Reddick, Walker            | 2:45                      |
| 19.                       | Not a Love Song            | Coplan, Reddick            | 3:34                      |
| 20.                       | Good to Be Me              | Reddick                    | 2:30                      |
| 21.                       | Much More Beautiful Person | Reddick, Allan             | 3:39                      |
| 22.                       | 1985                       | Reddick, Allan, John Allen | 3:21                      |

### Bonusy
| Pořadí         | Název                   | Autor          | Délka |
| -------------- | ----------------------- | -------------- | ----- |
| 1.             | Speed Racer             |                | 0:34  |
| 2.             | If You Could See Me Now | Reddick        | 3:14  |
| Celková délka: | Celková délka:          | Celková délka: | 45:21 |

## Osoby

### Bowling for Soup
- Jaret Reddick – zpěv, kytara
- Chris Burney – kytara, doprovodné vokály
- Erik Chandler – basová kytara, doprovodné vokály
- Gary Wiseman – bicí

### Ostatní
- Edo Levi
- Greg Lobdell
- Sean Bailey
- Dave Hale